# Гуркі (Паєнчанський повіт)
Гуркі (пол. Górki) — село в Польщі, у гміні Стшельці-Великі Паєнчанського повіту Лодзинського воєводства.
Населення — 147 осіб (2011).
У 1975-1998 роках село належало до Ченстоховського воєводства.

## Демографія
Демографічна структура станом на 31 березня 2011 року:
|          | Загалом | Допрацездатний вік | Працездатний вік | Постпрацездатний вік |
| -------- | ------- | ------------------ | ---------------- | -------------------- |
| Чоловіки | 76      | 13                 | 48               | 15                   |
| Жінки    | 71      | 15                 | 33               | 23                   |
| Разом    | 147     | 28                 | 81               | 38                   |